# Lovely! Cute&Sweet J-Ballads
『Lovely! Cute & Sweet J-Ballads』（ラブリー キュート・アンド・スウィート・ジェイバラーズ）は、2008年1月30日にワーナーミュージック・ジャパンより発売されたコンピレーション・アルバムである。

## 概要
キャッチコピーは「みんな大好き! みんな歌える!!」。テレビCMには本上まなみと佐藤江梨子と南明奈が出演した。
1990年代後半から2000年代にヒットしたJ-POPのバラード14曲を収録している。トレンディドラマやアニメ、CMとのタイアップが大ヒットの方程式と言われていた中で登場した曲ばかりの内容となっており、収録されている作品のほとんどがミリオンセラー以上の記録を有している。
2008年7月23日に第2弾として、『Lovely! Pop&Cute Dance Trax』が発売された。

## 収録曲
1. White Love：SPEED（1997年10月15日発売）
資生堂「ティセラ エンジェルドロップ」CMソング。
2. Hello, Again 〜昔からある場所〜：MY LITTLE LOVER（1995年8月21日発売）
ドラマ『終らない夏』主題歌。
3. Time goes by：Every Little Thing（1998年2月11日発売）
ドラマ『甘い結婚』主題歌。
4. DEPARTURES：globe（1996年1月1日発売）
JR東日本「JR Ski Ski」CMソング。
5. I'm proud：華原朋美（1996年3月6日発売）
TBC（東京ビューティセンター）「the レディエステティック」CMソング。
6. 恋しさと せつなさと 心強さと：篠原涼子 with t.komuro（1994年7月21日発売）
映画『ストリートファイターII MOVIE』主題歌。
7. 寒い夜だから…：TRF（1993年12月16日発売）
「TOKYO TASTE Rooms.」エンディングテーマ。
8. CANDY GIRL：hitomi（1995年4月21日発売）
Kodak「スナップキッズEX」CMソング。
9. There will be love there -愛のある場所-：the brilliant green（1998年5月13日発売）
ドラマ『ラブ・アゲイン』主題歌。
10. FACE：globe（1997年1月15日発売）
ドラマ『彼女たちの結婚』主題歌。NTT「まるちねっとフェア」CMソング。
11. 一緒に・・・：MAX（1999年11月25日発売）
Nikon「クールピクス」CMソング。
12. あなたのキスを数えましょう 〜You were mine〜：小柳ゆき（1999年9月15日発売）
アニメ『アレクサンダー戦記』主題歌。
13. fragile：Every Little Thing（2001年1月1日発売）
『あいのり』主題歌。
14. SEASONS：浜崎あゆみ（2000年6月7日発売）
ドラマ『天気予報の恋人』主題歌。